# Fantasy-Jahr 1964
Übersicht

◄◄ | ◄ | 1960 | 1961 | 1962 | 1963 | Fantasy-Jahr 1964 | 1965 | 1966 | 1967 | 1968 | ► | ►►

Weitere Ereignisse

## Neuerscheinungen Literatur
| Deutscher Titel             | Deutschsprachiges Erscheinungsjahr | Originaltitel     | Autor                 | Anmerkungen |
| --------------------------- | ---------------------------------- | ----------------- | --------------------- | ----------- |
| Taran und das Zauberschwein | 1969                               | The Book of Three | Lloyd Alexander       | Rezension   |
| Die blutige Sonne           | 1967                               | The Bloody Sun    | Marion Zimmer Bradley |             |

## Neuerscheinungen Filme
| Deutscher Titel        | Deutschsprachiges Erscheinungsjahr | Originaltitel      | Regie            | Anmerkungen |
| ---------------------- | ---------------------------------- | ------------------ | ---------------- | ----------- |
| Mary Poppins           | 1965                               | Mary Poppins       | Robert Stevenson |             |
| Der mysteriöse Dr. Lao | 1964                               | 7 Faces of Dr. Lao | George Pal       |             |

## Neuerscheinungen Fernsehserien
| Deutscher Titel       | gesendet  | Originaltitel | Episoden | Staffeln | Anmerkungen |
| --------------------- | --------- | ------------- | -------- | -------- | ----------- |
| Verliebt in eine Hexe | 1964–1972 | Bewitched     | 254      | 8        |             |

## Geboren
- Ben Aaronovitch
- Alfred Bekker
- Jacqueline Carey
- Andy Duncan
- Bernd Frenz
- Karen Marie Moning
- Micha Pansi
- Claudia Rath
- Rick Riordan
- Peter Schwindt
- Jane Welch

## Gestorben
- T. H. White (* 1906)